# Domeyrat
Domeyrat (okzitanisch: Daumairac) ist eine französische Gemeinde mit 173 Einwohnern (Stand: 1. Januar 2022). Sie liegt im Département Haute-Loire in der Region Auvergne-Rhône-Alpes (vor 2016 Auvergne) und gehört zum Arrondissement Brioude sowie zum Kanton Pays de Lafayette. 

## Geographie
Domeyrat liegt etwa 40 Kilometer nordwestlich von Le Puy-en-Velay am Fluss Senouire und seinem Zufluss Doulon.

### Nachbargemeinden
Umgeben wird Domeyrat von den Nachbargemeinden Frugières-le-Pin im Norden, Saint-Préjet-Armandon im Osten, Paulhaguet im Süden, La Chomette im Südwesten sowie Lavaudieu im Westen und Nordwesten.

## Bevölkerungsentwicklung
| Jahr                       | 1962 | 1968 | 1975 | 1982 | 1990 | 1999 | 2006 | 2011 | 2017 |
| Einwohner                  | 237  | 212  | 186  | 181  | 145  | 144  | 162  | 200  | 194  |
| Quellen: Cassini und INSEE |      |      |      |      |      |      |      |      |      |

## Sehenswürdigkeiten
- Kirche Saint-Roch, seit 1910 Monument historique
- Burg Domeyrat aus dem 12. Jahrhundert, seit 1983 Monument historique
- Alte Brücke aus dem 15. Jahrhundert, seit 1982 Monument historique

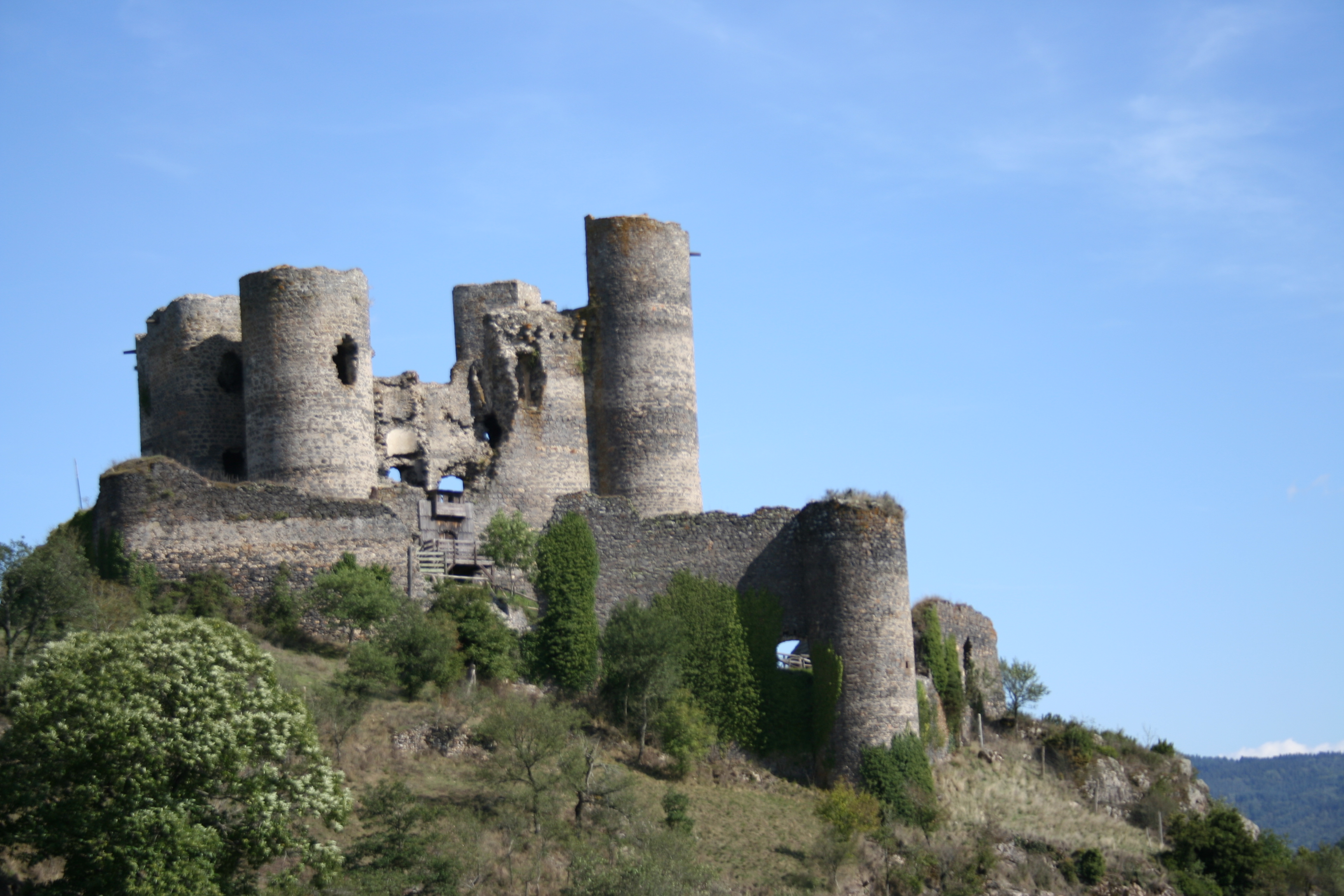
Burg Domeyrat
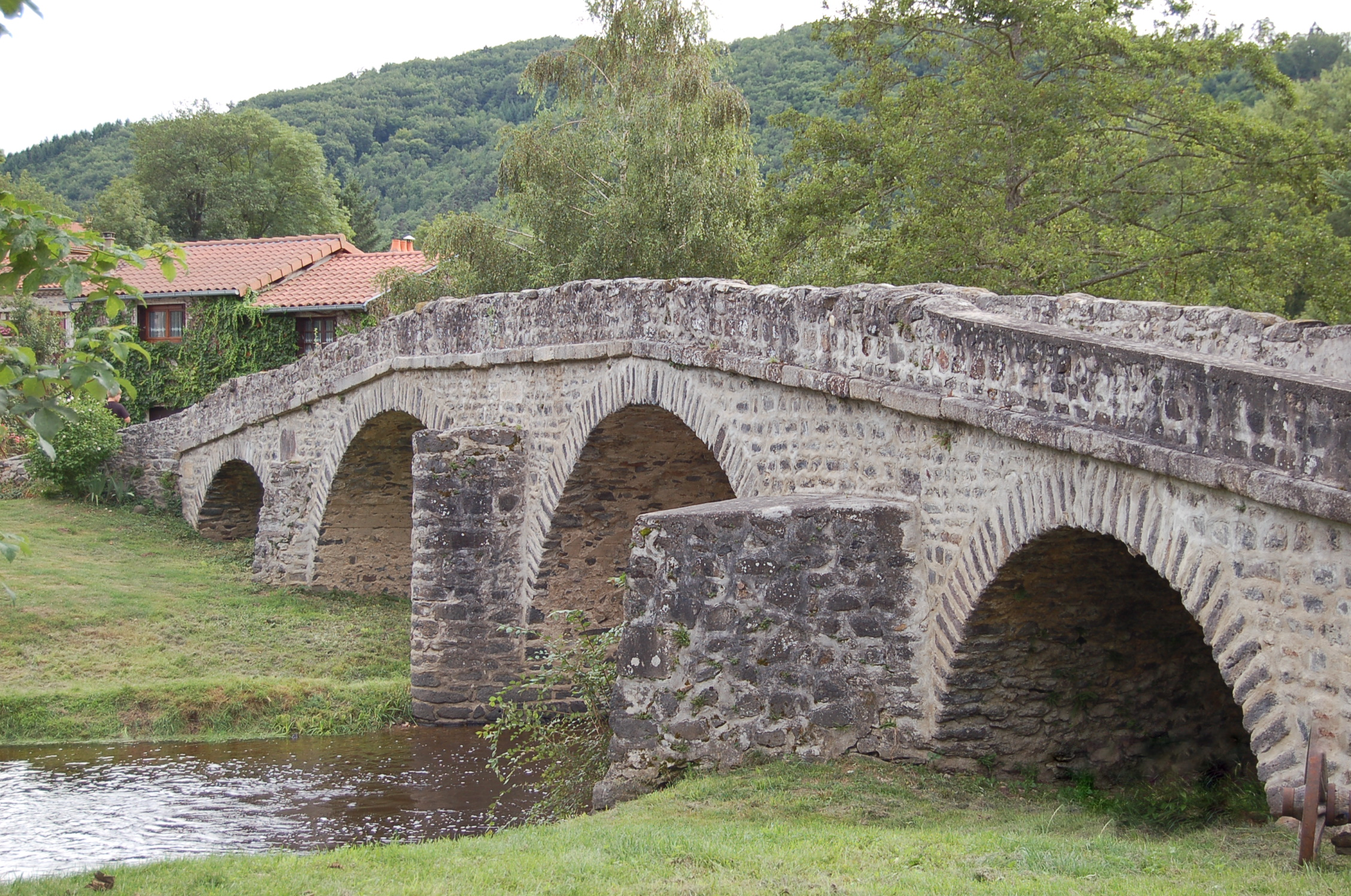
Alte Brücke